# Leuris Pupo
Leuris Pupo (teljes nevén Leuris Pupo Requejo; (1977. április 9. –) kubai sportoló. Aranyérmet szerzett sportlövészetben a 2012-es londoni olimpián a férfi gyorstüzelő pisztoly számban. Négy alkalommal képviselte hazáját nyári olimpiai játékokon.

## Pályafutása
Először a 2000. évi Sydney Olimpián szerepelt, ahol a 9. helyen végzett, majd a 2004. évi athéni és a 2008. évi pekingi olimpián egyaránt 7. helyezést ért el.
Legnagyobb sikerét a 2012. évi londoni olimpián érte el, ahol aranyérmet szerzett.